# Jenny Boucek
Jennifer Dawn „Jenny” Boucek (ur. 20 grudnia 1973 w Nashville) – amerykańska koszykarka występująca na pozycji rozgrywającej, następnie trenerka koszykarska, od 2021 asystentka trenera w drużynie NBA Indiana Pacers.
20 października 2017 została asystentką trenera drużyny NBA Sacramento Kings. Została tym samym trzecią kobietą w historii NBA, która została asystentką trenera. 23 lipca 2018 dołączyła do sztabu szkoleniowego Dallas Mavericks. W lipcu 2023 objęła stanowisko asystentki trenera Indiana Pacers.

## Osiągnięcia
Na podstawie, o ile nie zaznaczono inaczej.

### Zawodnicze
NCAA
- Uczestniczka rozgrywek:
  - Elite 8 turnieju NCAA (1993, 1995, 1996)
  - Sweet 16 turnieju NCAA (1993–1996)
- Mistrzyni:
  - turnieju konferencji Atlantic Coast (ACC – 1993)
  - sezonu zasadniczego ACC (1993–1996)
- Defensywna zawodniczka sezonu zespołu Cavaliers (2x)
- Zaliczona do:
  - I składu:
    - GTE All-American (2x)
    - najlepszych pierwszorocznych zawodniczek ACC (1993)
    - CoSIDA Academic All-District III (1996)
    - turnieju ACC (1993)[10]

  - II składu ACC (1995)
  - składu ACC Women’s Basketball Legends (2010)

Drużynowe
- Mistrzyni Islandii (1998)
- Zdobywczyni Pucharu Islandii (1998)

Indywidualne
- Zagraniczna zawodniczka roku ligi islandzkiej (1998)

### Trenerskie
Asystentka
- Mistrzostwo WNBA (2004, 2010)